# Palexpo

Palexpo (contracção de Palácio de exposições) é o novo local das exposições em Genebra que veio substituir o que se encontrava no Plainpalais e que funcionou entre 1926 et 1980. Está situado em face ao Aeroporto de Genebra, pelo que basta atravessar uma passarela sobre a autoestrada A1 para se ir de um ao outro.
Inaugurado a 18 Dez. 1981 só tinha 58 000 m2 e desde essa altura já foi aumentado duas vezes para actualmente cobrir uma superfície total de 111 000 m2. Em 1995 é mesmo construída uma sala de concertos, a Arena de Genebra, na altura da 3ª extensão, que teve lugar do outro lado da instalação inicial e do lado do aeroporto propriamente dito.

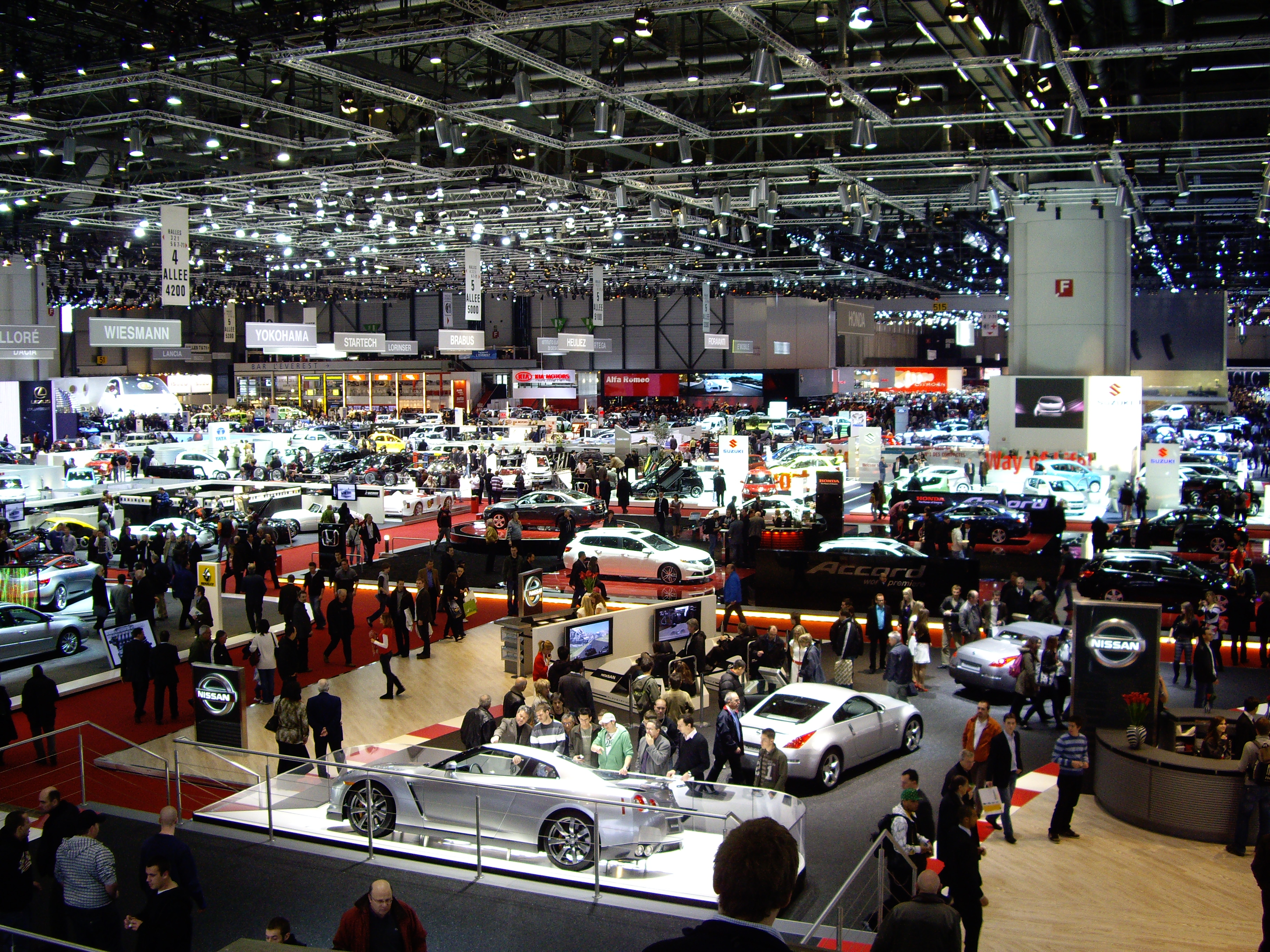
Imagem do Salão Auto de 2008

É uma sociedade anónima Palexpo S.A. que gere e explora as instalações e onde se realizam anualmente :
- Salão Internacional do Automóvel de Genebra
- Salon Internacional dos Inventores
- Salon Internacional do Livro e de Arte
- Supercross Internacional de Genebra
- Concurso Hípico Internacional de Gemebra

Além destas anuais há outras exposições ou manifestações periódicas durante todo a ano.

## Transportes
Além da aeroporto, a Autoestrada A1 (Este-Oeste) parte de Genebra para Lausana em direcção de São Gall para entrar na Áustria, e que para Sul se liga com a  Autoroute Blanche na (França) (Mâcon - Chamonix), e pelo Túnel do Monte Branco com a Itália.
No sobre-solo do aeroporto encontra-se a Estação de Genebra-Aeroporto que passando pela Estação de Genebra-Cornavin tem linhas regionais, inter-regionais e internacionais. Todos estas possibilidades de acesso aumentam a visibilidade e a acessibilidade a este centro de exposições.